# Junior's Cookin'
Junior's Cookin' è un album di Junior Cook, pubblicato dalla Jazzland Records nel 1962.

## Tracce
Lato A
1. Myzar – 7:12 (Roland Alexander) – Registrato il 4 dicembre 1961 a New York City, New York
2. Turbo – 5:43 (Charles Davis) – Registrato il 4 dicembre 1961 a New York City, New York
3. Easy Living – 6:11 (Robin, Rainger) – Registrato il 4 dicembre 1961 a New York City, New York

Lato B
1. Blue Farouq – 3:58 (Blue Mitchell) – Registrato il 10 aprile 1961 a Long Beach, California
2. Sweet Cakes – 5:26 (Blue Mitchell) – Registrato il 10 aprile 1961 a Long Beach, California
3. Field Day – 3:55 (Dolo Coker) – Registrato il 10 aprile 1961 a Long Beach, California
4. Pleasure Bent – 6:26 (Roland Alexander) – Registrato il 4 dicembre 1961 a New York City, New York

## Musicisti
A1, A2, A3 e B4
- Junior Cook - sassofono tenore
- Blue Mitchell - tromba
- Ronnie Matthews - pianoforte
- Gene Taylor - contrabbasso
- Roy Brooks - batteria

B1, B2 e B3
- Junior Cook - sassofono tenore
- Blue Mitchell - tromba
- Dolo Coker - pianoforte
- Gene Taylor - contrabbasso
- Roy Brooks - batteria[3]